# Monte Romo
Monte Romo es un distrito del cantón de Hojancha, en la provincia de Guanacaste, de Costa Rica.

## Historia
Monte Romo fue creado el 23 de julio de 1999 por medio de Decreto Ejecutivo 28027-G. Segregado de Hojancha.

## Geografía
Monte Romo cuenta con un área de 75,27 km² y una altitud media de 671 m s. n. m.

## Demografía
Para el año 2022, Monte Romo cuenta con una población estimada de 764 habitantes, y para el último censo efectuado, en 2011, Monte Romo contaba con una población de 671 habitantes.

## Localidades
- Poblados: Altos del Socorro, Bajo Saltos, Cabrera, Cuesta Roja, Delicias, Guapinol, Loros, Mercedes, Palmares, Río Zapotal, San Isidro, Trinidad.

## Transporte

### Carreteras
Al distrito lo atraviesan las siguientes rutas nacionales de carretera:
- Ruta nacional 902